# Pobeda (Uhrenmarke)

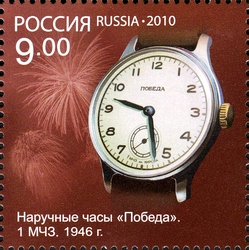
Briefmarke mit Победа Uhr

Pobeda-Uhren (russisch Победа, zu deutsch „Sieg“) sind die bekanntesten Uhren der Sowjetunion und die meistgebauten Armbanduhren der Welt bis zur Mitte der 1960er-Jahre.
Der Ursprung des Werkes geht zurück auf den Erwerb der technischen Unterlagen und Fertigungsanlagen für das Uhrwerk LIP K-26 des größten französischen Uhrenherstellers LIP (das damals auch als Standarduhr der französischen Streitkräfte diente) von Frédéric Lipmann im Jahre 1937. Es handelte sich um ein Uhrwerk von 26 mm Durchmesser, mit Handaufzug, dezentraler Sekunde bei 6, mit 15 Steinen und einer Monometall-Schraubenunruhe (mit Stiften zur Feinregulierung) mit Breguet-Spirale und 34 Stunden Gangreserve.
Die Produktion der Uhr ist in der Ersten Moskauer Uhrenfabrik erst 1946 angelaufen. Mit der Zeit wurde dieses Uhrwerk weiterentwickelt und in 6 Fabriken in 30 technischen Varianten in ca. 100 Uhrenmodelle mit diversen Namen eingebaut, in Auflagen von mehreren Millionen Stück jährlich. Die Uhr wird bis heute (2004) weiter gebaut. In den Jahren 1946 und 1947 wurden außerdem aus Deutschland zwei Werkzeugsätze für das Glashütte-Kaliber 25 als Reparationsleistung geliefert, die dann zur Fertigung des etwas abgewandelten Modells Šturmanskie verwendet wurden. Im Einzelnen wurden mit dem K-26-Werk folgende Marken ausgestattet:
- Pobeda mit 15 Steinen und dezentraler, ab 1950 mit zentraler Sekunde
- Šturmanskie (1949) mit Zentralsekunde. Standarduhr der Ostblockarmeen.
- Majak (Leuchtturm) (1955) mit 16 Steinen und dezentraler Sekunde
- Moskwa (1955) mit 16 Steinen und Zentralsekunde
- Sportivnye (1955) mit 17 Steinen und  anhaltbarer Zentralsekunde. Das Werk wurde auch in die Šturmanskie eingebaut. So eine Uhr hatte auch Gagarin 1961 im Orbit mit, und zur Ehre dieses Ereignisses wurde der Markenname zu Poljot (Flug) geändert.
- Antarktida (1956) mit 24-Stunden Anzeige (Sportivnye mit anderer Übersetzung für die Stundenachse)
- und weitere: Slava (Ruhm), 15 Steine; Start, 17 Steine (aus der Zweiten Moskauer Uhrenfabrik); weiter Kirow, Sputnik, Raketa u. a., je nach Herstellungswerk.

Die Ausführungen unterschieden sich in technischen Details, wie Stoßsicherung, blockierbare Unruhe, Steineanordnung etc. und wurden zum Teil auch untereinander kombiniert. Es gab auch wasserdichte, antimagnetische und goldene Gehäuse. Alle Typen zeichneten sich durch gute mechanische Qualität, Zuverlässigkeit und Langlebigkeit aus.